# برايتيب ميترا
برايتيب ميترا هو سبّاح هندي، مثّل بلاده في الألعاب الأولمبية الصيفية 1948.

## روابط خارجية
برايتيب ميترا على موقع أوليمبيديا (الإنجليزية)